# Centese Calcio 1990-1991
Questa pagina raccoglie le informazioni riguardanti la Centese Calcio nelle competizioni ufficiali della stagione 1990-1991.

## Rosa
| N. |                   | Ruolo | Calciatore          |
| -- | ----------------- | ----- | ------------------- |
|    | Italia (bandiera) | P     | Fabrizio Bolognini  |
|    | Italia (bandiera) | C     | Silvio Casonato     |
|    | Italia (bandiera) | D     | Roberto Cavalletti  |
|    | Italia (bandiera) | P     | Riccardo Cervellati |
|    | Italia (bandiera) | D     | Roberto Civolani    |
|    | Italia (bandiera) | C     | Federico Farolfi    |
|    | Italia (bandiera) | A     | Federico Francini   |
|    | Italia (bandiera) | A     | Mirco Gubellini     |
|    | Italia (bandiera) | C     | Alessandro Lorenzi  |
|    | Italia (bandiera) | D     | Giancarlo Luppi     |
|    | Italia (bandiera) | D     | Moreno Marchesini   |

| N. |                   | Ruolo | Calciatore          |
| -- | ----------------- | ----- | ------------------- |
|    | Italia (bandiera) | C     | Riccardo Maritozzi  |
|    | Italia (bandiera) | C     | Ciro Mautone        |
|    | Italia (bandiera) | A     | Alessandro Modena   |
|    | Italia (bandiera) | C     | Gianmarco Morisi    |
|    | Italia (bandiera) | D     | Marco Orsi          |
|    | Italia (bandiera) | A     | Alessandro Porcino  |
|    | Italia (bandiera) | C     | Gianluca Ricci      |
|    | Italia (bandiera) | A     | Giuseppe Signorotti |
|    | Italia (bandiera) | D     | Luigi Sottana       |
|    | Italia (bandiera) | C     | Matteo Superbi      |
|    | Italia (bandiera) | C     | Lamberto Zauli      |